# Marie Brand und der schöne Schein
Marie Brand und der schöne Schein ist die fünfzehnte Folge der Krimiserie Marie Brand mit Mariele Millowitsch in der Titelrolle und Hinnerk Schönemann als Kriminalhauptkommissar Jürgen Simmel. Sie wurde von Eyeworks produziert im Auftrag des ZDF unter Redaktion von Wolfgang Feindt und in Köln und am Liblarer See gedreht. Die Darsteller mussten zum Teil ein mehrtägiges Rudertraining als Vorbereitung absolvieren. Die Erstausstrahlung erfolgte im ZDF am 14. März 2015, somit erstmals an einem Samstag, und erreichte durchschnittlich 6,93 Millionen Zuschauer, was 21,9 Prozent des Marktanteils in Deutschland entspricht. Dies war die bis dato größte Reichweite der Serie und übertraf damit drei konkurrierende Samstagabendshows.

## Handlung
Ihr neuester Fall führt die Kommissare Brand und Simmel in das Umfeld des Kölner Ruderclubs „Agrippina 1888“. Der Finanzberater Werner Brehm, ein großer Förderer und Mitglied des Clubs, wurde tot im Wasser treibend gefunden. Offensichtlich hat ihn bei einer Trainingsfahrt ein Gegenstand am Kopf getroffen, der nach Marie Brands Vermutung von einer nahe liegenden Brücke aus auf ihn geworfen wurde. Seine Tochter Sofie Brehm und ihre hochbegabte Stiefschwester Hanna Wahl trainieren auch beide im Club und Marie Brand spürt schnell eine Verbundenheit zu Hanna, die ihr in manchen Wesenszügen sehr ähnlich scheint.
Zunächst konzentrieren sich die Ermittler auf das berufliche Umfeld des Opfers. In der Finanzbranche könnte es durchaus einige verärgerte Kunden geben. Einer davon ist Max Holz, der allerdings zur Tatzeit ein Alibi hat. Weitere Verdächtige sind der Zeugwart des Ruderclubs und Luca Basteck, der sich für Hanna Wahl interessiert, was Brehm nicht passte. Doch die Ermittler glauben bald, dass die Familie des Mordopfers ein düsteres Geheimnis zu verschleiern versucht. Dabei spielt die Stieftochter Hanna Wahl eine zentrale Rolle. Irgendetwas scheint das junge Mädchen zu belasten, über das sie nicht sprechen kann oder will. Maries Verbundenheit zu dem hochbegabten Mädchen veranlasst sie dazu, sich emotional stärker auf Hanna einzulassen, als Simmel dies für verantwortbar hält. Nach einiger Zeit bemerkt sie auch selbst, dass sie genauso von dem Mädchen benutzt wird, wie Hanna alle ihre Mitmenschen in ihrem Sinne zu manipulieren versucht. Sie bemerkt auch die Stimmungsschwankungen des Mädchens, die auf eine dissoziale Persönlichkeitsstörung deuten.
Ehe Marie dem rechte Beachtung schenken kann, findet sie heraus, dass Brehm an den Zeugwart eine Art Schweigegeld gezahlt hatte, weil Sofie mit dem Auto ihres Vaters den Sohn des Zeugwarts angefahren hatte. Doch kann Marie das Mädchen überzeugen, die Wahrheit zu sagen, denn nicht sie hat den Wagen gefahren, sondern Hanna. Sofie sagt aus, dass sie immer etwas tun würde, was Hanna ihr sagt, weil sie sonst sehr gemein zu ihr werden würde. Als Marie erfährt, dass sich Sofie vor zwei Tagen ihrem Vater anvertraut hatte, wird ihr klar, dass Hanna hinter dem Mord an Brehm stecken dürfte. Denn er hatte seine Stieftochter durchschaut und bereits einen Psychologen kontaktiert. Er plante, Hanna in eine psychiatrische Klinik einweisen zu lassen, was das Mädchen um jeden Preis verhindern wollte.
Hanna wird daraufhin als Hauptverdächtige von Marie vernommen, und sie kann sich über deren Empathieunfähigkeit nur wundern. Doch hat sie keine stichhaltigen Beweise gegen sie und daher versucht sie, das Mädchen zu überlisten. Sie provoziert sie solange, bis Hanna einknickt und wutentbrannt den Mord an ihrem Stiefvater gesteht. Simmel, der sich im Hintergrund versteckt und alles mitgehört hatte, gibt sich zu erkennen, so dass damit die Ermittler einen Beweis gegen Hanna haben.

## Kritiken
Volker Bergmeister urteilt bei tittelbach.tv: „Erstmals darf Mariele Millowitsch als Kölner Ermittlerin am Samstag Abend [sic] ran: In „Marie Brand und der schöne Schein“ wartet ein eher düsterer Fall auf sie. Es gilt, ein Familiengeheimnis zu lüften und einer jungen Frau Paroli zu bieten, die ähnliche Begabungen hat wie die Kommissarin. Ein packendes (Psycho-)Duell, wendungsreich, dicht, wirkungsvoll inszeniert und vor allem mit einer mal wieder ganz famos aufspielenden Elisa Schlott.“
Bei der Neuen Osnabrücker Zeitung urteilt Tom Heise: „Die aktuelle Folge der Krimireihe kommt stimmiger und spannender als zuletzt daher. Brand und Simmel werden zu einem Ruderverein gerufen. Dort wurde der Finanzberater und Mäzen des Clubs, Werner Brehm, der mit einer Patchwork-Familie lebte, tot im Wasser aufgefunden. Marie Brand ist von seiner nicht leiblichen Tochter fasziniert. Sie scheint die Distanz zu verlieren, denn Hanna besitzt ebenso wie die Kommissarin besondere Talente. So muss Simmel nicht nur im wörtlichen Sinne rudern, um ihre Kollegin vor falschen Schlüssen zu schützen.“